# Villa comunale (Napels)

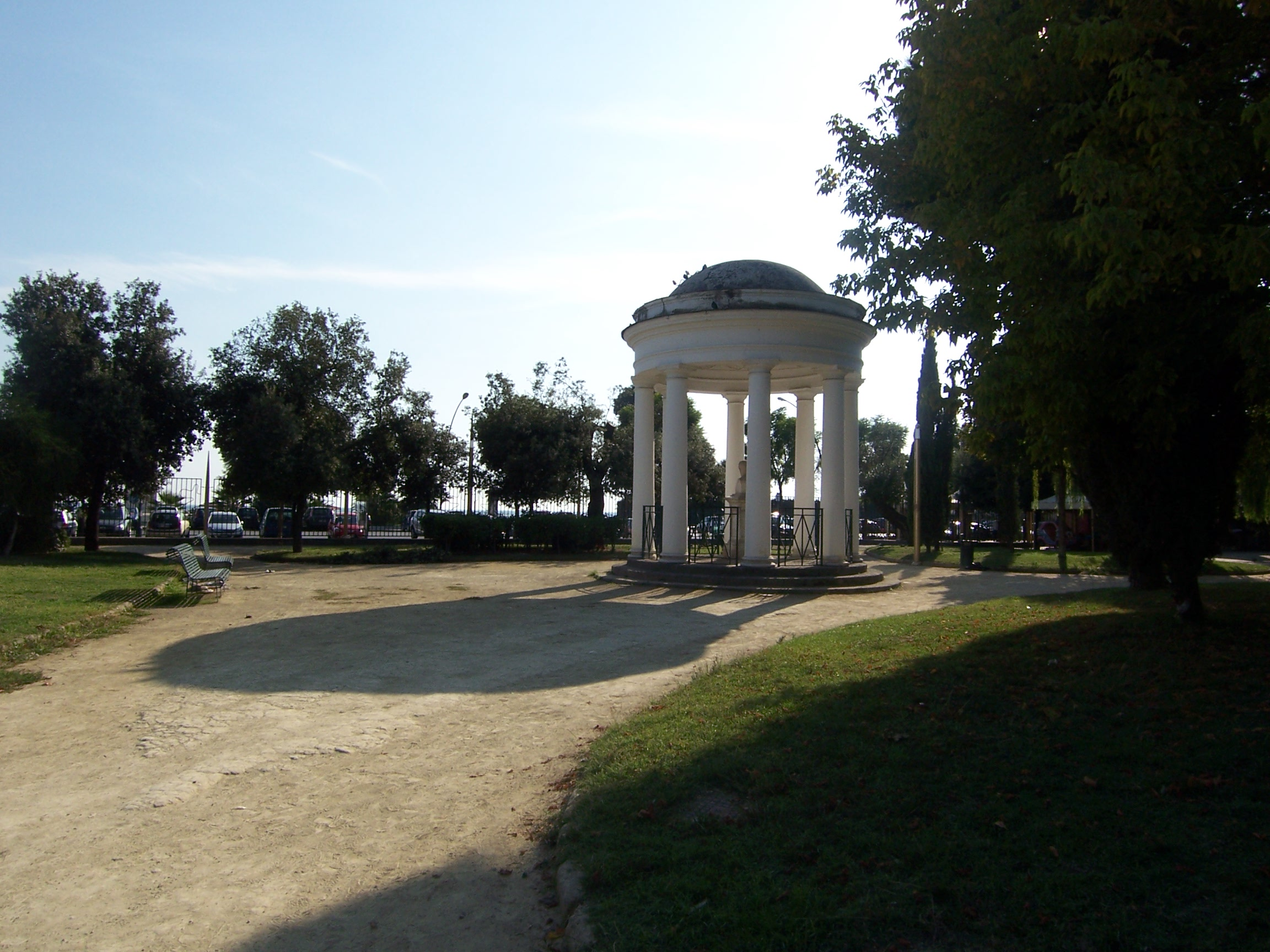
Villa comunale in Napels

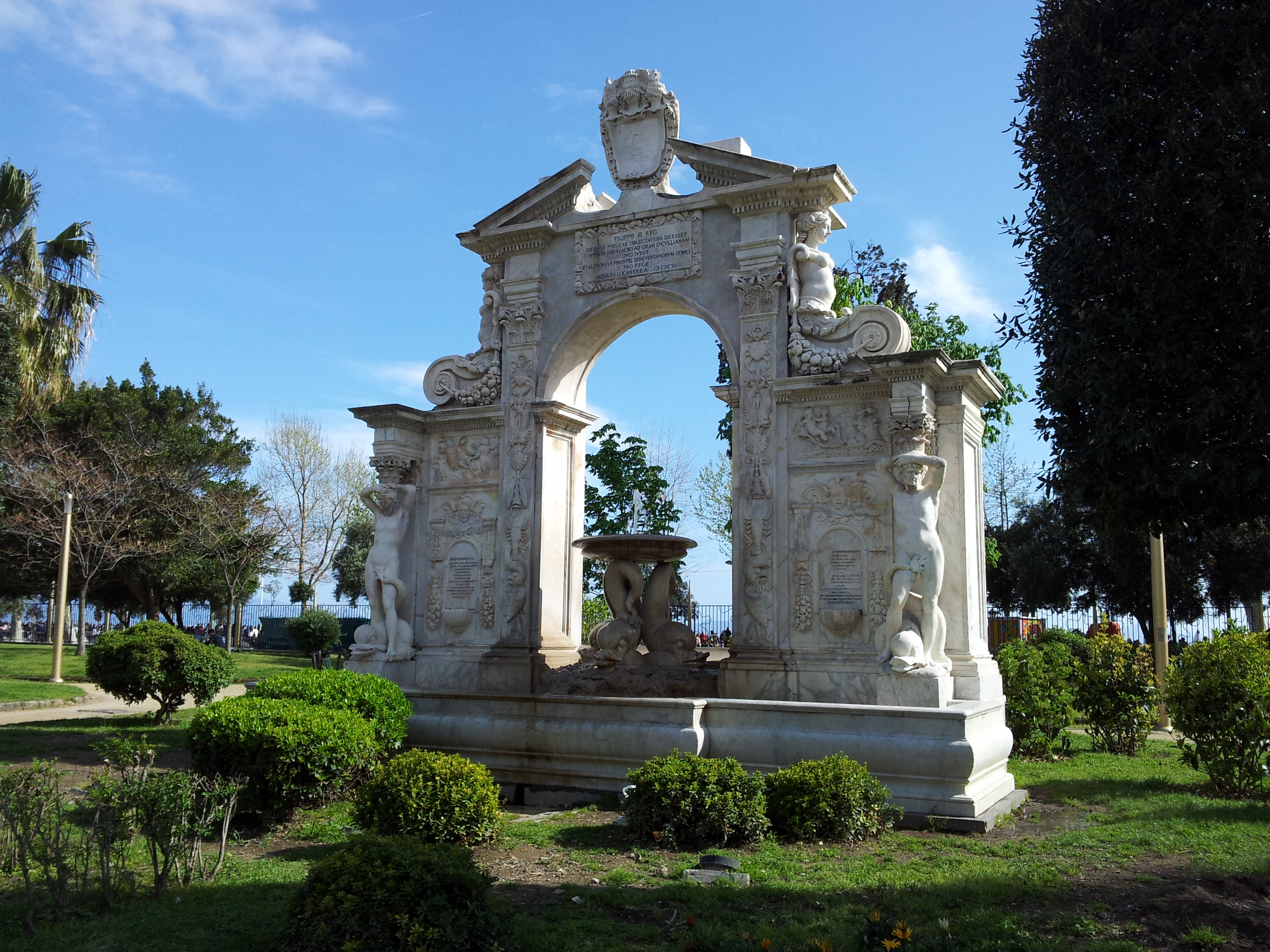
Fontein Santa Lucia

De Villa comunale (1780) is het stadspark van Napels, hoofdplaats van de Italiaanse regio Campanië. Het is een van de grootste parken van Napels, met een oppervlakte van 11 hectare. Het strekt zich uit als een lange strook van de Piazza della Repubblica tot de Piazza Vittoria, dwars door de wijk Chiaia.

## Naam
- Villa Reale tijdens het bewind van het Huis Bourbon over Napels (tot 1860)
- Real Passeggio di Chiaia, een andere naam tijdens het bewind van de Bourbons
- Villa Nazionale: naam gegeven na de eenmaking van Italië
- Villa Comunale: huidige naam.

## Historiek
Op deze plek legde Luis Francisco van La Cerda, duque de Medinaceli en onderkoning van Napels, aanvankelijk een laan met bomenrijen aan (eind 17e eeuw). Deze hertog bestuurde het koninkrijk Napels in naam van de Spaanse Kroon. Hij verfraaide met deze laan de wijk Chiai, waar destijds verschillende paleizen stonden van Spaanse edelen.
Honderd jaar later besliste koning Ferdinand IV van Bourbon er een prestigieuze koninklijke tuin van te maken (1780). Zijn idee kwam er na een bezoek aan de Jardin des Tuileries in Parijs. Hij huurde niet alleen tuinarchitecten in. De koninklijke tuin kreeg namelijk ook beeldhouwwerken, tempeltjes, fonteinen en andere versieringen. Het moest een tuin zijn waar de edelen van het hof rustig hun tijd konden doorbrengen. Verschillende fonteinen staan her en der verspreid over de Villa Reale, onder meer de fontein Santa Lucia en de fontein van de Sabijnse Maagdenroof.
Na de eenmaking van Italië werd het koninklijk park een stadspark waar het publiek vrij kon wandelen. In het park, aan de zeezijde, werd eind 19e eeuw de Stazione Zoologica of Instituut voor Mariene Biologie opgericht door Anton Dohrn.